# Kartali Marietta
Kartali Marietta (1988 –) magyar - orosz képzőművész.

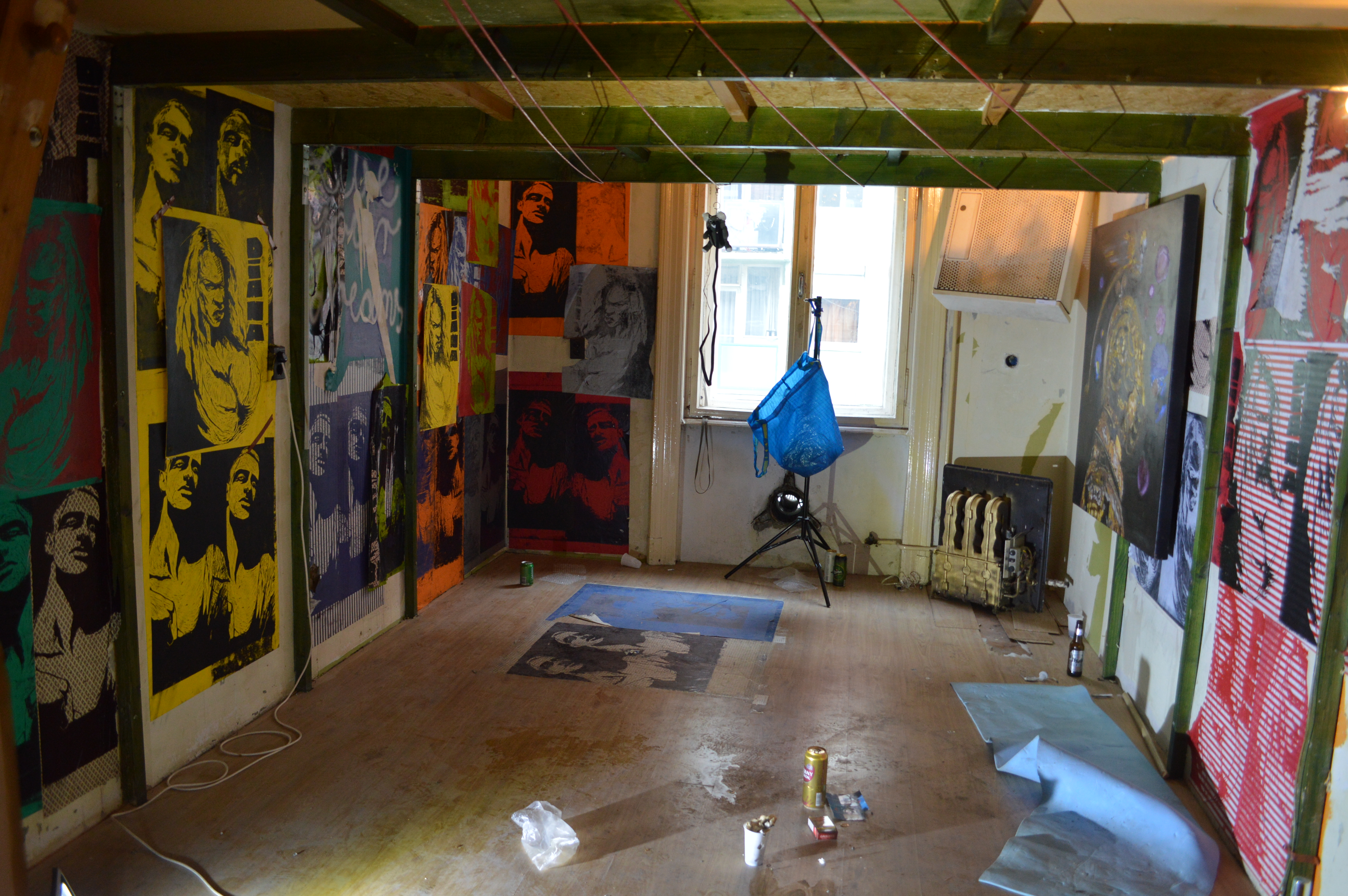
Enteriőr Kartali Marietta képeivel

## Élete
2008-ban szerzett képgrafikus szakképzettséget a Jaschik Álmos Művészeti Szakközép- és Szakiskolában, majd 2008 és 2013 között végezte el a Magyar Képzőművészeti Egyetem képgrafika szakát. Az egyetemen mesterei König Róbert és Lengyel András voltak.

Fontosabb csoportos kiállítások
2019   Az ideális nő, Andrássy Art, Budapest           
2018   Maradjon TITOK is, Baross utca 103. Budapest
.......... Ex-hibition - exek, szexek, szerelmek, Népsziget, Budapest
.......... Réálité, Fészek Kulturális Központ, Budapest
2017   III. Országos Rajztriennálé, Salgótarján
2015   Jaschik 100, Deák17 Galéria, Budapest
2013   Art Market, Hüllő pavilon, Millenáris Központ, Budapest
2011   "Gyengébbik nem", Kék Galéria, Budapest
2010   "Farben und Landschaften", Galerie Melnikow, Heidelberg
           "2 per tizenegy", DBH Irodagaléria, Budapest
2009   "FIKA - Fiatal Kortárs Állásfoglalások", Zsolnay Gyár, Pécs
           "Diófa project", MAMŰ, Budapest
2008   "Mesterek és tanítványok", Pataky Galéria, Budapest
           "Diófa project", MAMŰ, Budapest
            Kondor Béla pályázat, Kondor Béla Galéria, Budapest - MAOE díj

Egyéni kiállítások
2014  "Tájak és hüllőelmék", DBH Irodagaléria, Budapest 
2010  "Látvány és látomás", Forduna Irodagaléria, Budapest
2008 "Grafikák", SOHO Galéria, Budapest, Nagymező utca

## Köztéri munkák
2016-ban Majoros István kollégájával elnyerték az Art Quarter Budapest által lebonyolított tűzfalfestési pályázatot mind tervekre, mint a kivitelezésre. Ebben az évben legismertebb pályanyertes műve a Budafok, Kossuth Lajos utcában készült: Pezsgőváros.
2019-től grafikái a budapesti Fészek Kulturális Központ enteriőrjét díszítik.